# Сильваи, Геза
Ге́за Сильва́и (венг. Szilvay Géza; род. 13 сентября 1943, Будапешт) — финский музыкальный педагог (скрипка) венгерского происхождения.

## Биография
Родился 13 сентября 1943 года в Будапеште.
Обучение игре на скрипке начал в музыкальном училище имени Бартока, входящем в состав Музыкальной академии имени Ференца Листа. В 1966 году окончил музыкально-педагогическое отделение Музыкальной академии имени Ференца Листа в Будапеште, одновременно изучал политологию и право в Будапештском университете, где в 1970 году защитил докторскую диссертацию.

## Работа в Финляндии
С 1971 года живёт и работает в Финляндии, преподавая в Музыкальном институте Восточного Хельсинки (с 1984 года является его руководителем). Одновременно с 1978 года — преподаватель Академии музыки имени Сибелиуса. В 2009 году президентом Финляндии Тарьей Халонен удостоен звания профессора.
Совместно с братом Чабой Сильваи, преподавателем виолончели, разработал оригинальный педагогический метод обучения игре на струнных инструментах, основанный на идеях Золтана Кодаи: этот метод, называемый ими Colourstrings, связан с наивозможным учётом детской психологии, привлечением различных игровых форм обучения и т. п. С практической реализацией этих идей связана также работа студенческого оркестра Хельсинкские струнные (англ. Helsinki Strings), основанного в 1972 г. братьями Сильваи при патронате Иегуди Менухина и Макса Росталя. За вклад в развитие детской педагогики и культуры в 1981 году братья были удостоены Ордена Льва Финляндии, в 1983 году — Приза Культуры Финляндии, в 1995 году — Приза Культуры Хельсинки. В 2013 году стал кавалером венгерского ордена Заслуг. В 2017 году стал кавалером 1 класса ордена Льва Финляндии.
Среди учеников Сильваи, в частности, — Пекка Куусисто, Линда Лампениус (фин. Linda Lampenius), Река Сильваи (Réka Szilvay) — дочь музыканта.